# Liste des émissions de Les Carnets de Julie
 (novembre 2023).
Si vous disposez d'ouvrages ou d'articles de référence ou si vous connaissez des sites web de qualité traitant du thème abordé ici, merci de compléter l'article en donnant les références utiles à sa vérifiabilité et en les liant à la section « Notes et références ».
Cette page présente la liste des émissions du magazine Les Carnets de Julie.
Pour mieux se repérer, le sujet de chaque émission est ici indiqué par un symbole de couleur : ⚫️ (cuisine régionale), ⚪️ (plat particulier), 🔵 (ingrédient, type de cuisine ou de plat) et 🔴 (divers, par exemple fêtes).

## Saison 1: 2012-2013
| N° | Date              |    | Titre                                   |
| -- | ----------------- | -- | --------------------------------------- |
| 1  | 15 septembre 2012 | ⚫️ | Pays de Langres (Champagne-Ardenne)     |
| 2  | 22 septembre 2012 | ⚫️ | Île de Ré (Charente-Maritime)           |
| 3  | 29 septembre 2012 | ⚫️ | La Touraine                             |
| 4  | 6 octobre 2012    | ⚫️ | La Camargue                             |
| 5  | 13 octobre 2012   | ⚫️ | Pays de Saint-Flour (Auvergne)          |
| 6  | 20 octobre 2012   | ⚫️ | Pays d'Aubenas en Ardèche               |
| 7  | 27 octobre 2012   | ⚫️ | Pays de Sarlat                          |
| 8  | 3 novembre 2012   | ⚫️ | Pays basque                             |
| 9  | 10 novembre 2012  | ⚫️ | Pays de Bailleul en Flandre             |
| 10 | 17 novembre 2012  | ⚫️ | Pays de Blaye en Gironde                |
| 11 | 24 novembre 2012  | ⚫️ | Pays Saumurois (Anjou)                  |
| 12 | 1er décembre 2012 | ⚫️ | Alsace bossue                           |
| 13 | 15 décembre 2012  | ⚫️ | Pays d'Auge                             |
| 14 | 12 janvier 2013   | ⚫️ | Les montagnes du Jura, en Franche-Comté |
| 15 | 19 janvier 2013   | ⚫️ | Paris                                   |
| 16 | 26 janvier 2013   | ⚫️ | Massif des Aravis                       |
| 17 | 2 février 2013    | ⚫️ | Libournais                              |
| 18 | 9 février 2013    | ⚫️ | Le Périgord vert, en Dordogne           |
| 19 | 16 février 2013   | ⚫️ | Massif des Bauges                       |
| 20 | 2 mars 2013       | ⚫️ | Pays d'Aix                              |
| 21 | 23 mars 2013      | ⚫️ | Le Massif du Vercors                    |
| 22 | 30 mars 2013      | ⚫️ | Vallée d'Aure                           |
| 23 | 6 avril 2013      | ⚫️ | Côte Vermeille                          |
| 24 | 13 avril 2013     | ⚫️ | Massif des Maures                       |
| 25 | 20 avril 2013     | ⚫️ | Albigeois                               |
| 26 | 27 avril 2013     | ⚫️ | Corte                                   |
| 27 | 4 mai 2013        | ⚫️ | Nice                                    |
| 28 | 11 mai 2013       | ⚫️ | Pays de Beaune                          |
| 29 | 18 mai 2013       | ⚫️ | Bassin d'Arcachon                       |
| 30 | 25 mai 2013       | ⚫️ | Monaco                                  |
| 31 | 1er juin 2013     | ⚫️ | Noirmoutier                             |
| 32 | 8 juin 2013       | ⚫️ | Pays d'Apt                              |
| 33 | 15 juin 2013      | ⚫️ | Marseille                               |

## Saison 2: 2013-2014
| N° | Date              |    | Titre                                               |
| -- | ----------------- | -- | --------------------------------------------------- |
| 1  | 7 septembre 2013  | ⚫️ | Saint-Malo                                          |
| 2  | 14 septembre 2013 | ⚫️ | Baie de Somme                                       |
| 3  | 21 septembre 2013 | ⚫️ | Montagne de Reims                                   |
| 4  | 5 octobre 2013    | ⚫️ | Côte d'Iroise                                       |
| 5  | 21 octobre 2013   | ⚫️ | Bassin d'Arcachon et Entre-deux-Mers (grand format) |
| 6  | 26 octobre 2013   | ⚫️ | Pays de Condom                                      |
| 7  | 2 novembre 2013   | ⚫️ | Côte d'Opale                                        |
| 8  | 16 novembre 2013  | ⚫️ | Provins                                             |
| 9  | 23 novembre 2013  | ⚫️ | La route Turquoise                                  |
| 10 | 25 novembre 2013  | ⚫️ | Île d'Yeu et Bocage vendéen (grand format)          |
| 11 | 30 novembre 2013  | ⚫️ | Monts du Forez                                      |
| 12 | 28 décembre 2013  | ⚫️ | Strasbourg                                          |
| 13 | 4 janvier 2014    | ⚫️ | New York                                            |
| 14 | 6 janvier 2014    | ⚫️ | Bonifacio et Alta Rocca (grand format)              |
| 15 | 25 janvier 2014   | ⚫️ | Le Pays messin, en Moselle                          |
| 16 | 1er mars 2014     | ⚫️ | Maurienne                                           |
| 17 | 22 mars 2014      | ⚫️ | Massif du Sancy                                     |
| 18 | 29 mars 2014      | ⚫️ | La Bresse (Vosges)                                  |
| 19 | 12 avril 2014     | ⚫️ | Lyon                                                |
| 20 | 19 avril 2014     | ⚫️ | Nantes                                              |
| 21 | 3 mai 2014        | ⚫️ | Montpellier                                         |
| 22 | 5 mai 2014        | ⚫️ | Cornouaille (grand format)                          |
| 23 | 10 mai 2014       | ⚫️ | Cotentin                                            |
| 24 | 17 mai 2014       | ⚫️ | Troyes et l'Aube                                    |
| 25 | 31 mai 2014       | ⚫️ | Morvan                                              |
| 26 | 7 juin 2014       | ⚫️ | Beauce                                              |
| 27 | 14 juin 2014      | ⚫️ | Lac d'Annecy                                        |

## Saison 3: 2014-2015
| N° | Date              |    | Titre                                        |
| -- | ----------------- | -- | -------------------------------------------- |
| 1  | 6 septembre 2014  | ⚫️ | Landes                                       |
| 2  | 13 septembre 2014 | ⚫️ | Uzège                                        |
| 3  | 20 septembre 2014 | ⚫️ | Drôme provençale                             |
| 4  | 4 octobre 2014    | ⚫️ | Versailles                                   |
| 5  | 11 octobre 2014   | ⚫️ | Baie de Saint-Brieuc                         |
| 6  | 1er novembre 2014 | ⚫️ | Allier                                       |
| 7  | 12 novembre 2014  | ⚫️ | Pas-de-Calais (grand format)                 |
| 8  | 15 novembre 2014  | ⚫️ | Corrèze                                      |
| 9  | 22 novembre 2014  | ⚫️ | Les bords de Marne                           |
| 10 | 29 novembre 2014  | ⚫️ | Saintonge en Charente-Maritime               |
| 11 | 20 décembre 2014  | 🔴 | Spécial Noël                                 |
| 12 | 3 janvier 2015    | ⚫️ | la Vallée des Baux-Alpilles                  |
| 13 | 10 janvier 2015   | 🔴 | marché d'intérêt national de Rungis          |
| 14 | 24 janvier 2015   | ⚫️ | Cap Corse                                    |
| 15 | 31 janvier 2015   | ⚫️ | La Haute-Vienne dans le Limousin             |
| 16 | 21 février 2015   | ⚫️ | Val-Thorens en Savoie                        |
| 17 | 7 mars 2015       | ⚫️ | Le Périgord, à Saint-Alvère                  |
| 18 | 18 mars 2015      | ⚫️ | Sur les routes du Pays basque (Grand format) |
| 19 | 28 mars 2015      | ⚫️ | La Côte bleue, de Marseille à Martigues      |
| 20 | 4 avril 2015      | ⚫️ | Le pays mentonnais                           |
| 21 | 11 avril 2015     | ⚫️ | Le Béarn                                     |
| 22 | 25 avril 2015     | ⚫️ | Le pays catalan (Perpignan)                  |
| 23 | 9 mai 2015        | ⚫️ | Le Perche                                    |
| 24 | 23 mai 2015       | ⚫️ | Le pays de Caux (Haute-Normandie)            |
| 25 | 30 mai 2015       | ⚫️ | Les jardins parisiens                        |

## Saison 4: 2015-2016
| N° | Date              |    | Titre                                         |
| -- | ----------------- | -- | --------------------------------------------- |
| 1  | 5 septembre 2015  | ⚫️ | Chédigny en Touraine                          |
| 2  | 12 septembre 2015 | ⚫️ | L'Aveyron                                     |
| 3  | 19 septembre 2015 | ⚫️ | Toulouse                                      |
| 4  | 3 octobre 2015    | ⚫️ | Le pays auxerrois                             |
| 5  | 10 octobre 2015   | ⚫️ | Le pays de Fontainebleau                      |
| 6  | 17 octobre 2015   | 🔵 | La route des vins                             |
| 7  | 21 octobre 2015   | ⚫️ | Sur les routes du Pays Cathare (Grand format) |
| 8  | 7 novembre 2015   | 🔵 | La route des champignons                      |
| 9  | 14 novembre 2015  | ⚫️ | Le pays des impressionnistes dans le Vexin    |
| 10 | 28 novembre 2015  | 🔵 | La route des châtaignes                       |
| 11 | 19 décembre 2015  | 🔴 | Les carnets de Noël                           |
| 12 | 2 janvier 2016    | 🔵 | Poissons à la carte                           |
| 13 | 9 janvier 2016    | 🔵 | La saison du gibier                           |
| 14 | 16 janvier 2016   | 🔵 | Les saveurs de l'huile d'olive                |
| 15 | 23 janvier 2016   | 🔵 | Les coquillages à la carte                    |
| 16 | 30 janvier 2016   | 🔵 | Les saveurs de la truffe                      |
| 17 | 20 février 2016   | ⚫️ | Le pays lillois                               |
| 18 | 27 février 2016   | 🔵 | Les légumes d'hiver                           |
| 19 | 5 mars 2016       | ⚫️ | Le pays du Mans                               |
| 20 | 19 mars 2016      | 🔵 | Les saveurs du chocolat                       |
| 21 | 26 mars 2016      | 🔵 | Les volailles à la carte                      |
| 22 | 9 avril 2016      | 🔵 | La carte des fromages                         |
| 23 | 16 avril 2016     | ⚫️ | Le pays bordelais                             |
| 24 | 23 avril 2016     | 🔵 | Les saveurs des agrumes                       |
| 25 | 30 avril 2016     | 🔵 | Le goût du pain                               |
| 26 | 7 mai 2016        | 🔵 | Grillades à la carte                          |
| 27 | 14 mai 2016       | 🔵 | Douceurs et confiseries à la carte            |
| 28 | 21 mai 2016       | 🔵 | Les saveurs des fleurs                        |
| 29 | 28 mai 2016       | 🔵 | La cuisine épicée                             |
| 30 | 4 juin 2016       | 🔵 | Les saveurs de l'agneau                       |
| 31 | 11 juin 2016      | 🔵 | Crustacés à la carte                          |
| 32 | 18 juin 2016      | 🔵 | Le goût du miel                               |
| 33 | 25 juin 2016      | 🔵 | Les saveurs des fruits                        |

## Saison 5: 2016-2017
| N° | Date              |    | Titre                       |
| -- | ----------------- | -- | --------------------------- |
| 1  | 10 septembre 2016 | ⚪️ | Saumon à l'oseille          |
| 2  | 24 septembre 2016 | 🔵 | Pizza à la carte !          |
| 3  | 1er octobre 2016  | ⚪️ | Gratin dauphinois           |
| 4  | 8 octobre 2016    | ⚪️ | La blanquette de veau       |
| 5  | 15 octobre 2016   | 🔵 | Hamburger à la carte !      |
| 6  | 22 octobre 2016   | 🔵 | Couscous à la carte !       |
| 7  | 29 octobre 2016   | ⚪️ | Le bœuf bourguignon         |
| 8  | 5 novembre 2016   | 🔵 | Chocolat à la carte !       |
| 9  | 19 novembre 2016  | 🔵 | Bouillabaisse à la carte !  |
| 10 | 26 novembre 2016  | 🔵 | Lasagnes à la carte !       |
| 11 | 4 décembre 2016   | 🔵 | La cuisine à la moutarde    |
| 12 | 10 décembre 2016  | ⚪️ | La côte de veau forestière  |
| 13 | 17 décembre 2016  | ⚪️ | Le magret de canard         |
| 14 | 24 décembre 2016  | 🔴 | Le repas de Noël            |
| 15 | 31 décembre 2016  | 🔵 | Gibier à la carte !         |
| 16 | 7 janvier 2017    | ⚪️ | La galette des rois         |
| 17 | 14 janvier 2017   | ⚪️ | Le porc au caramel          |
| 18 | 21 janvier 2017   | ⚪️ | La tarte au citron          |
| 19 | 28 janvier 2017   | 🔵 | La cuisine végétarienne     |
| 20 | 4 février 2017    | 🔵 | Choucroute à la carte !     |
| 21 | 11 février 2017   | ⚪️ | Le pot-au-feu               |
| 22 | 18 février 2017   | 🔵 | Soufflés à la carte !       |
| 23 | 25 février 2017   | ⚪️ | Le poulet rôti              |
| 24 | 4 mars 2017       | ⚪️ | L'osso bucco et son risotto |
| 25 | 18 mars 2017      | 🔵 | Cassoulet à la carte !      |
| 26 | 25 mars 2017      | 🔵 | La cuisine au fromage       |
| 27 | 1er avril 2017    | 🔵 | Coquillages à la carte      |
| 28 | 8 avril 2017      | ⚪️ | Bolognaise ou carbonara ?   |
| 29 | 15 avril 2017     | 🔵 | Agneau à la carte !         |
| 30 | 22 avril 2017     | 🔵 | Terrines et pâtés           |
| 31 | 29 avril 2017     | 🔵 | Paëlla à la carte !         |
| 32 | 6 mai 2017        | 🔵 | Jambons en cuisine !        |
| 33 | 13 mai 2017       | 🔵 | Biscuits à la carte !       |
| 34 | 20 mai 2017       | 🔵 | La cuisine au barbecue      |
| 35 | 27 mai 2017       | 🔵 | Salades à la carte !        |
| 36 | 3 juin 2017       | ⚪️ | La ratatouille              |
| 37 | 10 juin 2017      | 🔵 | Sandwiches à la carte !     |
| 38 | 17 juin 2017      | 🔵 | Glaces à la carte !         |

## Saison 6: 2017-2018
| N° | Date              |    | Titre                                             |
| -- | ----------------- | -- | ------------------------------------------------- |
| 1  | 9 septembre 2017  | ⚪️ | Les petits farcis                                 |
| 2  | 16 septembre 2017 | 🔵 | Beignets à la carte !                             |
| 3  | 7 octobre 2017    | 🔵 | Bar, le poisson roi                               |
| 4  | 14 octobre 2017   | ⚪️ | Le canard laqué                                   |
| 5  | 21 octobre 2017   | ⚪️ | Les gâteaux au fromage                            |
| 6  | 28 octobre 2017   | 🔴 | La cuisine des enfants                            |
| 7  | 4 novembre 2017   | ⚪️ | Le hachis parmentier                              |
| 8  | 11 novembre 2017  | 🔵 | Confitures à la carte !                           |
| 9  | 18 novembre 2017  | 🔵 | La cuisine anti-gaspi                             |
| 10 | 25 novembre 2017  | 🔵 | Raviolis à la carte !                             |
| 11 | 2 décembre 2017   | 🔵 | Soupes à la carte !                               |
| 12 | 16 décembre 2017  | 🔵 | La cuisine à l'huile d'olive                      |
| 13 | 23 décembre 2017  | 🔴 | Le repas de Noël                                  |
| 14 | 30 décembre 2017  | 🔴 | Le jour de l'an                                   |
| 15 | 6 janvier 2018    | 🔵 | Cuisiner le poisson cru                           |
| 16 | 13 janvier 2018   | 🔵 | Cuisiner le pain                                  |
| 17 | 20 janvier 2018   | 🔵 | Les desserts aux pommes                           |
| 18 | 27 janvier 2018   | 🔵 | Cuisiner le veau                                  |
| 19 | 17 février 2018   | 🔵 | Flans à la carte !                                |
| 20 | 24 mars 2018      | ⚫️ | La cuisine aveyronnaise (avec Nicole Fagegaltier) |
| 21 | 31 mars 2018      | ⚫️ | La cuisine flamande (avec Lionel Persyn)          |
| 22 | 7 avril 2018      | ⚫️ | La cuisine du Luberon (avec Édouard Loubet)       |
| 23 | 14 avril 2018     | ⚫️ | La cuisine lyonnaise (avec Anthony Bonnet)        |
| 24 | 21 avril 2018     | ⚫️ | La cuisine provençale (avec Fanny Rey)            |
| 25 | 28 avril 2018     | ⚫️ | La cuisine vendéenne (avec Alexandre Couillon)    |
| 26 | 5 mai 2018        | ⚫️ | La cuisine basque (avec Andrée Rosier)            |
| 27 | 12 mai 2018       | ⚫️ | la cuisine savoyarde (avec Jean Sulpice)          |

## Saison 7: 2018-2019
| N° | Date              |    | Titre et Recettes |
| -- | ----------------- | -- | --- |
| 1  | 15 septembre 2018 | ⚫️ | L'arrière-pays varois - Daube provençale au sanglier de Jackie Caselles - Soupe au pistou de Béatrice Andreutti - Clafoutis aux figons de Monique Pomero - Figons confits de Monique Pomero |
| 2  | 22 septembre 2018 | ⚫️ | Le Calvados (titre altenatif : La Haute-Normandie) - Le Gratin d'andouille de Vire au camembert de Marc et Julie - Le clafoutis de bulots d'Isabelle - Le soufflé normand glacé aux pommes du grand Escoffier façon Jean-Marc Boucher |
| 3  | 6 octobre 2018    | ⚫️ | Les gorges de l'Aveyron - Le poulet poché aux navets de Jean-Marie Périer - Pascades aux fraises et fondue de rhubarbe de Francis (et maman Marcelle) - Le lapin farci de Cathy |
| 4  | 13 octobre 2018   | ⚫️ | Le Morbihan - Palourdes farcies, beignets d'huîtres et moules au chouchen de Nathalie et Christine - Le Ragoût de coquilles Saint-Jacques de Bertrand - Kouign-aman et compotée de rhubarbe de Xavier et Nathalie |
| 5  | 20 octobre 2018   | ⚫️ | Le pays de Tursan - Ris de porc aux jambon et champignons d'Odile et Maryse - Mousseux aux fraises de Gérard Bouniort - L'opulente pintade à la cheminée de Michel Guérard |
| 6  | 27 octobre 2018   | ⚫️ | La Flandre maritime - Croquettes de crevettes grises de Bruno Deman - Soles en croûte de pain à la chicorée d'Agnès - Cululutte de Paulette et Christine |
| 7  | 3 novembre 2018   | ⚫️ | Le Périgord blanc - Le civet de cabri de Laure - Les clafoutis de pommes confites et noix de Frédéric - Les cailles en sarcophage de Danièle Mazet-Delpeuch |
| 8  | 17 novembre 2018  | ⚫️ | La vallée de Chevreuse - Le pot-au-feu de queue de bœuf en aumônières de Laurent - Les pavés de truite à la bière de Paméla - Les choux Paris-Brest de Valérie |
| 9  | 1er décembre 2018 | ⚫️ | La Haute-Provence - Le thon en chartreuse de Sylvie - Les pieds paquets de Marcel et Laurent - Tarte amandine aux poires de Pauline et Marthe |
| 10 | 12 décembre 2018  | 🔴 | Le festin de Julie à Chambord (Grand format) - Agnolotti à la graine de Paradis de Didier Clément - Petits feuilletés merveilleux de Didier Clément - Tourte au melon de Sébastien Danieau - Carpe aux écrevisses à pattes rouges de Jacques Lefebvre - Cake d’amour de Julie inspiré de Peau d'âne - Petits feuilletés aux huîtres et artichauts de Didier Clément - Blanc-manger de volaille de Didier Clément - Tourte de Didier Clément - Agneau farci de Rémy Poirier et Jérémy Gatien - Poule d’Inde de Didier Clément |
| 11 | 15 décembre 2018  | ⚫️ | La Rochelle - Farcis charentais ou poitevins de Martine Gautronneau - Clam Boy de Sylvain Berthommé - Tourteaux fromagers de Sabinee Durand-Robaux |
| 12 | 22 décembre 2018  | 🔴 | Le Noël des régions - Côtes de veau en croûte de cèpes et légumes rôtis de Julie - Pâté en croûte de Sébastien Mayol - Velouté de courges à l’andouille de Philippe David - Bûche Orphéo de Pierre Hermé - Noix de Saint-Jacques de Yann Kersalé |
| 13 | 29 décembre 2018  | 🔴 | Nouvel An dans le Lot - Foie gras cru cuit au sel de Patrick Duler - Gâteau de crêpes aux oranges de Michel Guérard - Terrine de foies de volaille de Julie - Meurette de chèvre, mouillettes au jambon de Laure |
| 14 | 5 janvier 2019    | ⚫️ | La cuisine bretonne (avec Nicolas Conraux) - Huîtres pochées, velouté de sarrasin, algues de Roscoff et oignons rosés de Nicolas Conraux - Ormeaux snackés façon teppanyaki de Nicolas Conraux - Le farz pitilig de Lucia Bedoya Paugam |
| 15 | 12 janvier 2019   | ⚫️ | La cuisine de Touraine (avec Armelle Krause) - Pigeonneaux de Racan en deux façons d’Armelle Krause - Nougat de Tours de Danielle |
| 16 | 19 janvier 2019   | ⚫️ | La cuisine du Cantal (avec Renaud Darmanin) - Truite fario, crème de châtaignes et potimarron de Renaud Darmanin - Confit de fleurs de châtaignier - Fouace cantalienne et confiture de potiron de Marie-Antoinette Breuil |
| 17 | 2 février 2019    | ⚫️ | La cuisine des Vosges (avec Lorraine Pierrat) - Noisette de chevreuil et légumes d’automne, jus au miel et safran de Lorraine Pierrat - Truite fumée et fromage du marché - Tarte au munster blanc de Coralie |
| 18 | 9 février 2019    | ⚫️ | La cuisine de Loire-Atlantique (avec Éric Guerin) - Carré de veau bord de mer, blinis de céleri et légumes d’hiver d’Éric Guérin - Pigeon fumé - Far breton aux pruneaux de Marie-Lise |
| 19 | 16 février 2019   | ⚫️ | La cuisine auvergnate (avec Marlène Chaussemy) - Bison d’Auvergne, mousseline de céleri, billes de carottes et gelée de coing de Marlène Chaussemy - Pâté bourbonnais sucré aux poires et aux coings de Françoise Petit |
| 20 | 2 mars 2019       | ⚫️ | La cuisine camarguaise (avec Armand Arnal) - Choux multicolores et coquillages camarguais d’Armand Arnal - Rochers camarguais de Laurent Poitavin |
| 21 | 9 mars 2019       | ⚫️ | La cuisine corse (avec Pauline Juillard) - Sturzapreti et agneau rôti de Pauline Juillard - Fiadone de Janick Balbinot - Les Necci de Pauline Juillard - Clémentines confites de Pauline Juillard |
| 22 | 23 mars 2019      | ⚫️ | Nantes - Macarons sans œufs (avec du jus de pois chiche) au muscadet et au Curé Nantais de Sybille Audollent - Légumes sautés et en bouillon de Frédéric Reglain - Brème farcie au mulet fumé d'Arnaud Guéret - Tartare de noix de veau nantais façon vitello tonnato de Guillaume Macotta |
| 23 | 30 mars 2019      | ⚫️ | La Côte-d'Or - Crème de potimarron, champignons et lard laqué au cassis de Jean-Michel Tissot - Potée des champs de Jérôme et Céline Bruet - Charlotte poires-chocolat et pain d’épices de Catherine Petitjean et Chloé |
| 24 | 13 avril 2019     | 🔴 | Pâques en chocolat - Tarte au chocolat cru de Christophe Roussel - Mousse au chocolat et praliné de Victoire Finaz - Mi-cuit « bonne-maman » au chocolat de Victoire Finaz - Bœuf en croûte de cacao de Emmanuèle Vasseur |
| 25 | 20 avril 2019     | 🔴 | Spéciale Pâques: Le repas de Pâques - Agneau aux herbes et salades d’herbes amères de Stéphanie Schwartzbrod - Cacavelli de Fabienne Maestracci - Pâté berrichon de Pâques de Cathy Cluzel et Maguy Bugny-Cluzel - Paskha de Tatyana Garrigou - Lammala d’Émeline Lombrez et Éric Zipper |

## Saison 8: 2019-2020
| N° | Date              |    | Titre et Recettes |
| -- | ----------------- | -- | --- |
| 1  | 7 septembre 2019  | ⚫️ | Le Quercy Blanc - Magrets de canard grillés au Chasselas de Moissac de Nadège Iches - Muffins lavande-safran et abricots poêlés au miel et à la lavande de Marie-Hélène Lecocq - Gigot d’agneau farci et rôti aux herbes et aromates de Patrick Duler |
| 2  | 14 septembre 2019 | ⚫️ | Le pays camarguais - Catigot d’anguille de Martine Gonet - Gardiane de taureau de Françoise Peytavin - Pelau de seiches de Martine Jaumeton et Vincent Moreau |
| 3  | 21 septembre 2019 | ⚫️ | L'Anjou - Potée angevine de Virginie Joly - Poulet farci à la bouine de Stéphanie Goyer et Jérôme Maugin - Crémet d’Anjou de Karin Chopin-Lolliérou |
| 4  | 12 octobre 2019   | ⚫️ | L'Alsace - Palette à la diable en croûte de pain de Christine Ferber et Angèle Stenz - Les roïgabrageldi de Marie-Ève Deybach - Les suri ruewe de Raymonde Wolff - Foie gras oie et canard de Bruno Ferber - Tarte à la rhubarbe meringuée de Christine Ferber |
| 5  | 19 octobre 2019   | ⚫️ | Paysans d'aujourd'hui en Bourgogne - Cake aux escargots de Bruce Duvic - Tarte semoule-cassis de François Noc - Vol-au-vent de Frédéric Ménager |
| 6  | 26 octobre 2019   | ⚫️ | Paysans d'aujourd'hui dans le Vercors - Flan à la sauge, saint-marcellin et tuile de noix de Gilles Dacierfalque - Chevreau à l’ail des ours et aux morilles et gratin de ravioles aux légumes d’Angélique Doucet - Gravlax de truite de Stéphane Paol - Gâteau moelleux à la farine de noix de Séverine Belle                                                                           |
| 7  | 6 novembre 2019   | 🔴 | Le festin de Julie de la Belle Époque (Grand format) - Bataille de fleurs (fleurs de courgettes farcies et beignets de fleurs) de Pierre Belleudy - Tête de veau de Mohamed Araba - Loup à la niçoise et garniture arlésienne de Dominique Le Stanc |
| 8  | 9 novembre 2019   | ⚫️ | Paysans d'aujourd'hui en Touraine - Foie gras de canard et chutney de rhubarbe de Gabriel Simon et Olivia - Pêches de vigne rôties au miel et nougatine aux noix de Christine Foulon - Cailles rôties aux figues, raisins et aubergines en feuille de vigne de Vincent Simon |
| 9  | 16 novembre 2019  | ⚫️ | Paysans d'aujourd'hui dans le Doubs - Le gâteau de ménage de Marie Bourdier - Terrine de porc à l’absinthe de Florent Bourdier - Civet de sanglier de Laure Bourdier |
| 10 | 23 novembre 2019  | ⚫️ | Paysans d'aujourd'hui au Pays basque - Poireaux et chipirons grillés à la sauce verte d’Alexis Roger - Joues de cochon basque confites au cidre et au piment doux de Christian Aguerre - Croustade aux pommes de Christophe Bidart |
| 11 | 30 novembre 2019  | 🔴 | À la table de Colette - Le poulet au blanc de Colette par Pascal Pringarbe - Le brochet sauce Mousseline de Sido par Noémie Brunet - Le pudding blanc à la confiture et au rhum de Sido par Isabelle Géraud |
| 12 | 14 décembre 2019  | 🔴 | À la table de Toulouse-Lautrec - Bœuf à la Malromé d'Adèle de Toulouse-Lautrec par Sébastien Piniello - Poule au vin blanc liquoreux de Saint Macaire d'Henri de Toulouse-Lautrec par Sylvie Thomasson - Tourin blanchi à l’ail de Sylvie Thomasson - Serpent du couvent d'Henri de Toulouse-Lautrec par Jany Fonteyraud - Pets de nonne d'Henri de Toulouse-Lautrec par Jany Fonteyraud |
| 13 | 21 décembre 2019  | 🔴 | À la table de Marcel Proust - Salade d'ananas et de truffes de Marcel Proust par Monique Bailleau - Pots de crème au chocolat de Marcel Proust par Monique Bailleau - Madeleines de Marcel Proust par Maxime Beucher et Camille Lesecq - Bouchées à la reine de Marcel Proust par Jean-Jacques Jouteux - Bœuf mode en gelée de Marcel Proust par Anne Borrel                             |
| 14 | 28 décembre 2019  | 🔴 | Un Noël provençal - Bagna cauda de Jacqueline et Françoise Risso - Raviolis à la courge de Nathalie Barale et Eric Guernion - Filets de loup aux agrumes de Dominique Le Stanc - Pompe à l’huile de Dominika Zielinska |
| 15 | 28 décembre 2019  | 🔴 | Un Réveillon dans le Nord - Les biscuits apéritifs à la chicorée d’Agnès Lutun - Truite marinée à la chicorée d’Agnès Lutun - Le tourin à l’ivrogne de Jean-Pierre Xiradakis - Pigeonneau rôti à la cheminée et pressé de légumes racines de Florent Ladeyn - Poire comice façon tatin à la vergeoise et glace chicorée de Sébastien Bouillet - Tarte Lyon-Tokyo de Sébastien Bouillet   |
| 16 | 11 janvier 2020   | 🔴 | À la table d'Émile Zola - Truites à la sauce verte d'Émile Zola par Laure Bathgate - Risotto aux légumes d'Émile Zola par Cyrille Zola-Place - Gâteau d'Alexandrine aux marrons par Karine Kauffmann |
| 17 | 18 janvier 2020   | 🔴 | À la table de George Sand - Œufs à la couille d’âne de George Sand par Annick Philippon - Veau en cocotte de George Sand par Jean-Yves Patte - Poirat de George Sand par Claire Pierrot et Muriel Lacroix |
| 18 | 4 avril 2020      | 🔴 | À la table de Paul Cézanne - Daube de bœuf aux olives noires de Paul Cézanne par Jacqueline Carcassonne - Croquets aux amandes de Paul Cézanne par Michel Fraisset - Aïgo boulido de Paul Cézanne par Michel Chiappero |
| 19 | 11 avril 2020     | 🔴 | À la table de Jean Cocteau - Soufflé au jambon et au fromage de Jean Cocteau par Anne-Gaële Duriez - Filet de veau Fernand Point de Jean Cocteau par Pascale Leautey - Guénolé de Jean Cocteau par Dominique Theet |
| 20 | 16 mai 2020       | 🔴 | À la table de François Rabelais - Poularde rôtie aux épices rabelaisienne par Dominique Dagault - Gaudebillaux rabelaisiens par Odile Manceau - Dariole rabelaisienne par Julie Forain |
| 21 | 23 mai 2020       | 🔴 | À la table de Madame de Sévigné - Tourte aux œufs de Madame de Sévigné par Marlène Truchet - Gâteau de foie de Madame de Sévigné par France Bathelier - Lapin aux olives de Madame de Sévigné par Nyons de Béatrice Roux |
| 22 | 30 mai 2020       | 🔴 | À la table de Marcel Pagnol - Brochettes de grives bardées à la Pagnol par Nicolas Dromard - Daube de poulpe des Pagnol par Nicolas Pagnol - Flan aux œufs de la grand-mère de Josée Boutin |
| 23 | 6 juin 2020       | 🔴 | À la table de Georges Simenon - Fricandeau à l’oseille de Maigret par Didier Gallot - Poulet Bonne femme de Louise Maigret par Sylvie Pizon, Cécile, Béatrice et Marie-Christine - Tarte au riz de Georges Simenon par Sébastien Lapaque |

## Saison 9: 2020-2021
| N° | Date              |    | Titre et Recettes |
| -- | ----------------- | -- | --- |
| 1  | 5 septembre 2020  | ⚫️ | Paysans d'aujourd'hui dans l'Hérault - Brazucade de Lionel Monnier - Carpaccio de loup farci et galette de riz soufflé de Camargue de Benji Vicens - Cheesecake au citron bergamote et gingembre de Céline Babier                                                |
| 2  | 12 septembre 2020 | ⚫️ | Paysans d'aujourd'hui en Île-de-France - Asperges vertes, jaune d’œuf, shiitakes et parmesan de Laurent Berrurier - Focaccia chèvre, épinards et herbes aromatiques d’Amandine Chaignot - Fontainebleau au nougat de halva de Pierre Coulon                      |
| 3  | 3 octobre 2020    | ⚫️ | Paysans d'aujourd'hui dans la Drôme - Pâté de lapin en croûte de Nadine Ode - Ravioles d’épeautre au chèvre frais et olives de Nyons de Dagobert Resneau - Mousse au chocolat et meringues à l’aquafaba de Mélina Peyre                                          |
| 4  | 10 octobre 2020   | ⚫️ | Paysans d'aujourd'hui dans les Landes - Soupe de poissons des pêcheurs d’Alice et Monique Le Borgne - Coq à la bière de Pierre Blanco - Tarte sablée aux petits fruits d’été de Laetitia Alquier                                                                 |
| 5  | 17 octobre 2020   | ⚫️ | Paysans d'aujourd'hui dans le Finistère - Jambon braisé aux légumes de Bastien Moysan - Salade de melon algues de Julien Racaud - Tarte aux fraises pâte minute de Léna Gourhant                                                                                 |
| 6  | 31 octobre 2020   | ⚫️ | Paysans d'aujourd'hui en Haute-Saône - Joues de porc au vin de groseilles de Marc Guillaumot - Poulet aux morilles, vin jaune et cancoillotte d’Évelyne et Ben Devillairs - Tarte au metton d’Anne-Françoise Garret                                              |
| 7  | 7 novembre 2020   | ⚫️ | Paysans d'aujourd'hui en Corse - Figues pochées et sorbet de figues de Barbarie de Didier Paoli - Betteraves en croute et fromage frais aux herbes de Sylvain Volle - Pâté en croute de Veau de Sylvain Volle                                                    |
| 8  | 21 novembre 2020  | ⚫️ | Paysans d'aujourd'hui en Pays de Caux - Bœuf cidré en écorces, betteraves et moutarde de Christophe Mauduit - Duo d’huitres, pommeau et cresson de François-Xavier Craquelin - Tarte normande d’Aurélie Dumesnil                                                 |
| 9  | 12 décembre 2020  | ⚫️ | Paysans d'aujourd'hui en Pays Cathare - Soupe de cranquettes de Jean-Baptiste Gaubert - Poulet aux olives et citron confit de Matias Ospital - Tarte à la gelée de lavande et aux pommes d’Emmanuelle Bernier                                                    |
| 10 | 12 décembre 2020  | ⚫️ | Paysans d'aujourd'hui aux portes du Mercantour - Gnocchis aux olives noires et beurre de sauge de Marie-Chantal Castel - Agneau à la broche et tian d’épeautre et courgette de Nadine Faraut - Tiramisu de pain d’épices aux fruits rouges d’Elis Durand et Luna |
| 11 | 19 décembre 2020  | 🔴 | À la table de Guy de Maupassant - Filet de bœuf du Horla et flans de légumes de Françoise Mobihan - Turbot à la normande de Véronique Malo - Douillons de Daniell Fauvel                                                                                         |
| 12 | 19 décembre 2020  | 🔴 | À la table de la comtesse de Ségur - Poulet vallée d'Auge de Marie-Josée Strich - Koulibiac de saumon de Maïté Grandclère - Gâteau des enfants modèles de Ghislaine de Monicault                                                                                 |
| 13 | 26 décembre 2020  | 🔴 | À la table d’Honoré de Balzac - Perdreaux truffés d’Yves Gagneux - Nougat de Tours de Martine Dutheil - Pâté en croûte de macaronis de Frédérique Dupuis |
| 14 | 26 décembre 2020  | 🔴 | À la table de Joséphine Baker - Doughnuts de Marianne Zinzen Baker - Tagliatelles aux truffes d’Angélique de Labarre de Saint-Exupéry - Poule au pot farcie de Bruno Marien                                                                                      |